# موزه مردم‌شناسی ارمنیان اصفهان
موزه مردم‌شناسی ارمنیان اصفهان در کلیسای وانک افتتاح شد. این موزه با حضور استاندار اصفهان، اسقف اعظم ارامنه اصفهان و جنوب ایران، رئیس شورای شهر اصفهان و مدیران کل اداره فرهنگ و ارشاد اسلامی و میراث فرهنگی استان اصفهان افتتاح شد.
در این موزه، فرهنگ و آداب و رسوم، لباس و وسایل زندگی همچنین تجارت ساکنان محله ارمنی‌نشین جلفای اصفهان به نمایش گذاشته شده است.

## تاریخچه
موزه مردم‌شناسی ارمنیان جلفای اصفهان را شورای خلیفه‌گری ارمنیان اصفهان و جنوب ایران در سال ۱۳۹۷ش، طبق وصیت مارگاریت خاچانیان و با تصمیم مجمع نمایندگان خلیفه‌گری، بنیان نهاده شد. در این موزه، منتخبی از اشیای کلیسای وانک و آثار اهدایی از مجموعه‌های خصوصی ارمنیان به نمایش گذاشته شده. این آثار نمونه‌هایی از هنر کاربردی و صنایع دستی جلفای نو در سده‌های هفدهم تا بیستم میلادی است که بیانگر صفحاتی از تاریخ، فرهنگ، زندگی روزمره، آیین‌ها و آداب و رسوم جامعه ارمنی در آن دوره‌اند.

## ساختمان موزه
ساختمان موزه مردم‌شناسی در جنوب مجموعه وانک و مشرف به کوچه ساخته شده‌است و  کاربری اولیه بخشی از آن به‌عنوان چاپخانه بوده‌است. طبق کتیبه موجود در سال ۱۸۹۹م، در زمان اسقف ماقاکیا به منظور استفاده مدرسه مذهبی مورد بهره‌برداری قرار گرفته‌است و در سال‌های اخیر پیش از تبدیل شدن به موزه به‌عنوان سالن نمایشگاه، دفتر کار و انبار کتب و روزنامه‌های قدیمی استفاده می‌شد.
سازه ساختمان از دیوارهای ضخیم خشتی تشکیل شده که در محوطه باز مشرف به برج ناقوس دارای نمای آجری با کاشی‌کاری معرق زیباست. سقف‌ها طاق‌چشمه با نورگیرهای سقفی شیشه‌ای است.
ترکیب فعلی بنا که از حد غربی حیاط برج ناقوس شروع وبه‌طرف شرق امتداد می‌یابد شامل اتاق ورودی، محوطه ایوان، سه سالن بزرگ، یک سالن کوچک و در انتها خروجی نمایشگاه است.
موزه مردم‌شناسی شامل بخش‌های ذیل است:
ـ اتاق ورودی: (تاریخچه جلفای نو، آب و خاک)
ـ ایوان: (هنر حجاری، ناقوس کلیسا)
ـ سالن شماره ۱: (هنر و صنعت، خانه و خانواده)
ـ سالن شماره ۲: (زیبایی و ظرافت، دفتر کار، نهارخانه)
ـ سالن شماره ۳: (زندگی و ایمان، مدرسه و آموزش)
ـ قسمت نمایش‌های موقت: (موسیقی)
ـ نامداران جلفای نو

## بخش‌ها
در بخش اول این موزه مربوط به هنرهای تزئینی ارامنه، صنعت چاپ و وسایل منزل ارامنه ساکن اصفهان اختصاص دارد.
در بخش دوم آن اتاق خانم‌ها و دفتر کار آقایان و وسایل پخت و پز آنها در طی دوره تاریخی صفویه تا پهلوی در معرض دید علاقه مندان قرارگرفته است.
در بخش سوم این موزه به کلیسا، مدرسه و آلات موسیقی قدیمی ارامنه اصفهان اختصاص یافت.
در بخش چهارم آن تصاویر ۳۰ نفر از نامداران محله جلفا همراه با عکس‌های ارنست هولتسر عکاس و مهندس آلمانی و و از عکاسان پیشگام نیمهٔ دوم قرن نوزدهم میلادی است که در دوره قاجار به ایران آمد به نمایش درآمده است. وی در دوران حکومت ناصر الدین شاه قاجار به ایران آمد و حدود ۲۰ سال در اصفهان بود و عکس‌های ارزشمندی از این شهر و اطراف آن از جمله محله جلفا تهیه کرد.

## ارامنه اصفهان
حدود هفت هزار نفر از ارامنه کشور در استان اصفهان سکونت دارند. پیشینه سکونت ارامنه مسیحی در اصفهان به دوره صفویه بازمی‌گردد و علاوه بر محله جلفا در برخی روستاها و شهرستان‌های تابعه این استان نیز زندگی می‌کنند.

## کلیسای وانک
کلیسای جامع وانک یا آمنا پرکیج در سال ۱۰۶۵ قمری (۱۶۵۴ میلادی)، در زمان شاه عباس دوم ساخته شد و از نظر طلاکاری سقف و سطح داخل گنبد و نقاشی‌های تاریخی از زیباترین کلیساهای جلفای اصفهان است. داخل کلیسا و تمام دیوارهای اطراف و جوانب آن از تزئینات نقاشی رنگ و روغن و آب طلا به سبک ایرانی و تصاویری از زندگی حضرت مسیح متأثر از نقاشی ایتالیایی است. برج ناقوس روبروی در اصلی کلیسا به سبک ایرانی در زمان شاه سلطان حسین ساخته شد.